# Phelan (California)
Phelan es un lugar designado por el censo ubicado en el condado de San Bernardino en el estado estadounidense de California. En el año 2010 tenía una población de 14.304 habitantes.

## Geografía
Phelan se encuentra ubicado en las coordenadas 34°25′13.58″N 117°31′12.61″O / 34.4204389, -117.5201694.